# Levenmouth
Levenmouth – konurbacja we wschodniej Szkocji, w hrabstwie Fife, położona nad ujściem rzeki Leven do zatoki Firth of Forth (Morze Północne). W jej skład wchodzą miasta Leven, Methil i Buckhaven, w 2011 roku zamieszkane przez 24 474 ludzi. Do aglomeracji bywa zaliczane sąsiednie miasto Windygates. Rada hrabstwa Fife definiuje Levenmouth jako większy obszar, obejmujący inne okoliczne miejscowości, w tym Kennoway, East Wemyss i Lower Largo, oraz przyległe obszary wiejskie, o łącznej liczbie ludności 37 288 (2011) i powierzchni 70,9 km².
Levenmouth było w przeszłości ośrodkiem wydobycia węgla i przemysłu ciężkiego, w Methil funkcjonował port morski. Wszystkie te obszary działalności gospodarczej zanikły w drugiej połowie XX wieku.